# رزاق أدوتي
رزاق أدوتي (بالإنجليزية: Razaaq Adoti)‏ هو ممثل بريطاني، ولد في 27 يونيو 1973 بلندن في المملكة المتحدة.

## أعمال

### أفلام
- (1997) أميستاد[4]
- (2001) سقوط الصقر الأسود[5]
- (2004)  نهاية العالم[6]
- (2005) هلاك[7]
- (2012)  الجزاء[8]

## وصلات خارجية
- رزاق أدوتي على موقع IMDb (الإنجليزية)
- رزاق أدوتي على موقع ألو سيني (الفرنسية)
- رزاق أدوتي على موقع أول موفي (الإنجليزية)
- رزاق أدوتي على موقع قاعدة بيانات الأفلام السويدية (السويدية)
- رزاق أدوتي على موقع قاعدة بيانات الفيلم (الإنجليزية)
- رزاق أدوتي على موقع كينوبويسك (الروسية)